# Trizygia nitens
Trizygia nitens är en tvåvingeart som beskrevs av Edwards 1940. Trizygia nitens ingår i släktet Trizygia och familjen svampmyggor. Inga underarter finns listade i Catalogue of Life.